# The Governor's Daughter (film 1913)
The Governor's Daughter è un cortometraggio muto del 1913 diretto da Lem B. Parker.

## Produzione
Il film fu prodotto dalla Selig Polyscope Company e venne girato con il titolo di lavorazione Executive Clemency.

## Distribuzione
Distribuito dalla General Film Company, il film - un cortometraggio di una bobina - uscì nelle sale cinematografiche statunitensi il 3 febbraio 1913. Il 4 maggio dello stesso anno venne distribuito anche nel Regno Unito.